# Williams FW19
Chronologie des modèles (1997)
Williams FW18 Williams FW20
La Williams FW19 est la monoplace de Formule 1 engagée par l'écurie britannique Williams F1 Team dans le cadre du championnat du monde de Formule 1 1997. Elle est pilotée par le Canadien Jacques Villeneuve et l'Allemand Heinz-Harald Frentzen en provenance de l'écurie Sauber. Les pilotes essayeurs sont le Français Jean-Christophe Boullion et le Colombien Juan Pablo Montoya.

## Historique
La Williams FW19 est l'évolution de la Williams FW18 de l'année précédente qui a remporté le titre de champion du monde des pilotes avec Damon Hill et le titre de champion des constructeurs. C'est la dernière monoplace de l'écurie Williams conçue par Adrian Newey, qui part chez McLaren Racing, et à recevoir un moteur Renault jusqu'à la saison 2012, où le partenariat entre le motoriste français et l'écurie anglaise est renouvelé.
Cette saison est marquée par le duel entre le pilote Ferrari Michael Schumacher et Jacques Villeneuve qui se battent pour le titre mondial. Cette bataille prend fin lors du Grand Prix d'Europe, dernière manche de la saison quand, au quarante-septième tour, l'Allemand serre Villeneuve qui était en train de le doubler, cassant une partie du radiateur gauche de la Williams qui termine néanmoins troisième. À la suite de cet accident, Michael Schumacher est déclassé pour conduite dangereuse et Heinz-Harald Frentzen récupère la deuxième place du championnat du monde sur tapis vert.
Peu avant, au Grand Prix du Japon, Jacques Villeneuve est disqualifié parce qu'il a ignoré les drapeaux jaunes durant une séance libre. Il est sanctionné parce qu'un incident semblable s'est déjà produit pendant la séance libre du Grand Prix d'Italie. Le Canadien est suspendu pour la course mais Williams conteste la décision des commissaires de course, ce qui permet à Villeneuve de prendre le départ à partir des stands et de terminer cinquième. La décision finale de la pénalité devant lui être attribué pour la prochaine course, l'équipe retire sa protestation ce qui conduit à la disqualification de Villeneuve mais lui permet de disputer la dernière course de la saison.
Heinz-Harald Frentzen remporte cette saison la première victoire de sa carrière, au Grand Prix de Saint-Marin. Le pilote allemand obtient également sa première pole position au Grand Prix suivant à Monaco mais abandonne au trente-neuvième tour à la suite d'une sortie de piste.
À la fin de la saison, Williams F1 Team remporte le championnat des constructeurs avec 123 points.

## Résultats en championnat du monde de Formule 1

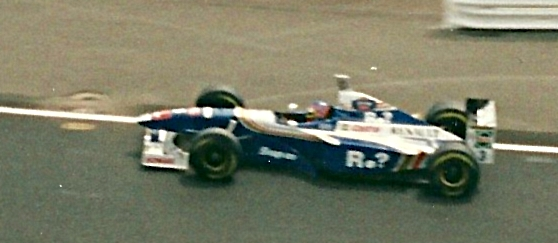
Jacques Villeneuve à bord de la Williams FW19 lors du Grand Prix de Grande-Bretagne 1997

| Saison | Écurie                    | Moteur                 | Pneus    | Pilotes               | Courses | Courses | Courses | Courses | Courses | Courses | Courses | Courses | Courses | Courses | Courses | Courses | Courses | Courses | Courses | Courses | Courses | Points inscrits | Classement |
| Saison | Écurie                    | Moteur                 | Pneus    | Pilotes               | 1       | 2       | 3       | 4       | 5       | 6       | 7       | 8       | 9       | 10      | 11      | 12      | 13      | 14      | 15      | 16      | 17      | Points inscrits | Classement |
| ------ | ------------------------- | ---------------------- | -------- | --------------------- | ------- | ------- | ------- | ------- | ------- | ------- | ------- | ------- | ------- | ------- | ------- | ------- | ------- | ------- | ------- | ------- | ------- | --------------- | ---------- |
| 1997   | Rothmans Williams Renault | Renault RS9 / RS9B V10 | Goodyear |                       | AUS     | BRÉ     | ARG     | SMR     | MON     | ESP     | CAN     | FRA     | GBR     | ALL     | HON     | BEL     | ITA     | AUT     | LUX     | JAP     | EUR     | 123             | Champion   |
| 1997   | Rothmans Williams Renault | Renault RS9 / RS9B V10 | Goodyear | Jacques Villeneuve    | Abd     | 1er     | 1er     | Abd     | Abd     | 1er     | Abd     | 4e      | 1er     | Abd     | 1er     | 5e      | 5e      | 1er     | 1er     | Dsq     | 3e      | 123             | Champion   |
| 1997   | Rothmans Williams Renault | Renault RS9 / RS9B V10 | Goodyear | Heinz-Harald Frentzen | 8e      | 9e      | Abd     | 1er     | Abd     | 8e      | 4e      | 2e      | Abd     | Abd     | Abd     | 3e      | 3e      | 3e      | 3e      | 2e      | 6e      | 123             | Champion   |

Légende : ici 